# Roda JC in het seizoen 2008/09 (mannen)
Roda JC eindigde in het eredivisieseizoen 2008/09 op de 16e plaats met 30 punten uit 34 wedstrijden na in de laatste speelronde ontsnapt te zijn aan rechtstreekse degradatie door een 3 - 2 uitoverwinning op Feyenoord. In de play offs behield de club het eredivisieschap door achtereenvolgens FC Dordrecht (met 1 doelpunt verschil in 2 wedstrijden) en SC Cambuur (na 3 wedstrijden en strafschoppen) te verslaan.
Roda JC bereikte in de KNVB beker door overwinningen op Capelle, Willem II en FC Lienden de kwartfinale waarin het werd uitgeschakeld door FC Volendam. De club kwam met een elftal uit in de eredivisie voor vrouwen waarin het afgetekend laatste werd en mede door financiële problemen het elftal moest terugtrekken voor het volgende seizoen.

## Selectie

### Eerste Elftal
| Nr. | Naam                  | Positie      | Wedstrijden | Doelpunten | Gele kaarten | Rode kaarten |
| --- | --------------------- | ------------ | ----------- | ---------- | ------------ | ------------ |
| 1   | Bram Castro*          | doelman      | 7           | 0          | 0            | 0            |
| 2   | Davy de Fauw          | verdediger   | 11          | 0          | 1            | 0            |
| 3   | Jan-Paul Saeijs       | verdediger   | 12          | 0          | 1            | 0            |
| 4   | Pa-Modou Kah          | Verdediger   | 12          | 1          | 3            | 0            |
| 5   | Vincent Lachambre     | verdediger   | 4           | 0          | 0            | 0            |
| 6   | Marcel Meeuwis        | middenvelder | 12          | 2          | 1            | 0            |
| 7   | Edwin Linssen         | middenvelder | 9           | 2          | 2            | 0            |
| 8   | Willem Janssen        | middenvelder | 13          | 2          | 2            | 0            |
| 9   | Dieter Van Tornhout   | aanvaller    | 0           | 0          | 0            | 0            |
| 10  | Anouar Hadouir        | middenvelder | 7           | 2          | 1            | 0            |
| 11  | Andres Oper           | aanvaller    | 11          | 5          | 1            | 0            |
| 14  | Harrie Gommans        | aanvaller    | 5           | 2          | 1            | 0            |
| 16  | Jamaique Vandamme     | aanvaller    | 10          | 0          | 0            | 0            |
| 17  | Marcel de Jong        | verdediger   | 11          | 2          | 2            | 0            |
| 19  | Sekou Cissé           | aanvaller    | 4           | 3          | 0            | 0            |
| 21  | Kjell Knops           | verdediger   | 5           | 0          | 0            | 0            |
| 22  | Przemysław Tytoń      | doelman      | 5           | 0          | 0            | 0            |
| 23  | Mark de Man           | verdediger   | 11          | 0          | 0            | 0            |
| 25  | Ruud Vormer           | middenvelder | 13          | 3          | 0            | 0            |
| 27  | Boldizsár Bodor       | middenvelder | 10          | 0          | 0            | 0            |
| 30  | Cliff Mardulier       | doelman      | 4           | 0          | 0            | 0            |
| 32  | Aleksander Stankov    | aanvaller    | 1           | 0          | 0            | 0            |
| 34  | Jeanvion Yulu-Matondo | aanvaller    | 10          | 4          | 1            | 0            |

- bijgewerkt op 3 juni 2009 om 17:49

### Jong Roda JC
| Speler             | Nationaliteit | Positie      |
| ------------------ | ------------- | ------------ |
| Bilal Ayaz         | België        | Aanvaller    |
| Dakmar Bachir      | Nederland     | Verdediger   |
| Jorn Bontan        | Nederland     | Middenvelder |
| Joachim Cammalleri | België        | Middenvelder |
| Maarten Diederen   | Nederland     | Middenvelder |
| Stan Gielkens      | Nederland     | Verdediger   |
| Thymo Griesenbrock | Nederland     | Verdediger   |
| Roy Janssen        | Nederland     | Verdediger   |
| Fitim Kaciku       | Nederland     | Middenvelder |
| Remco Kivit        | Nederland     | Aanvaller    |
| Youssef Koubali    | Nederland     | Verdediger   |
| Paul Odekerken     | Nederland     | Aanvaller    |
| Wesley Schors      | Nederland     | Aanvaller    |
| Irfan Sertovic     | Nederland     | Verdediger   |
| Slama Solou        | Nederland     | Middenvelder |
| Antonio Stankov    | Nederland     | Verdediger   |
| Kenny Tokaya       | Nederland     | Aanvaller    |
| Randy van Haaren   | Nederland     | Doelman      |

### Transfers

#### Inkopen
| Speler          | Vorige club     | Prijs         |
| --------------- | --------------- | ------------- |
| Edwin Linssen   | VVV-Venlo       | transfervrij  |
| Ruud Vormer     | AZ              | transfervrij  |
| Roy Bejas       | Fortuna Sittard | werd verhuurd |
| Harrie Gommans  | Vitesse         | €250.000      |
| Mark de Man     | Anderlecht      | onbekend      |
| Adnan Šećerović | Slaven Živinice | onbekend      |

#### Verkopen
| Speler           | Nieuwe club            | Prijs          |
| ---------------- | ---------------------- | -------------- |
| Roland Lamah     | Anderlecht             | werd gehuurd   |
| Cheik Tioté      | Anderlecht             | werd gehuurd   |
| Fatih Sonkaya    | FC Porto               | werd gehuurd   |
| Ger Senden       | Bekkerveld             | transfervrij   |
| Nuelson Wau      | Nea Salamina Famagusta | transfervrij   |
| Roy Bejas        | RKSV Groene Ster       | transfervrij   |
| Frank van Kouwen | VVV-Venlo              | onbekend       |
| Adnan Šećerović  | Slaven Živinice        | wordt verhuurd |

#### Testspelers
| Speler           | Eigenlijke club | Positie    | Gekocht/Afgetest |
| ---------------- | --------------- | ---------- | ---------------- |
| Vjatsjaslaw Hleb | MTZ-RIPO Minsk  | aanvaller  | Afgetest         |
| Cor Gillis       | Anderlecht      | verdediger | Afgetest         |
| Adnan Šećerović  | Slaven Ziviniče | aanvaller  | Gekocht          |

#### Toelichting Transfers
De eerste versterking voor het seizoen 2008/09 zwasal in de winter van 2008 bekend. Het contract van Edwin Linssen liep ten einde in Venlo en Roda JC neemt de middenvelder transfervrij over.
De volgende versterking was Ruud Vormer. De geboren Hoornaar werd door Roda JC vastgelegd nadat AZ het contract van de jeugdinternational te laat verlengde. Vormer werd transfervij overgenomen door de club uit Kerkrade.
Roy Bejas werd in het seizoen 2007/08 verhuurd aan rivaal Fortuna Sittard waar de Kerkradenaar zestien duels speelde. Bejas kon Roda JC-trainer Raymond Atteveld niet overtuigen van zijn kwaliteiten en vertrok naar de amateurclub Groene Ster.
Leuvenaar Mark de Man verruilde Anderlecht voor Roda JC. De verdediger ruilde voor het eerst van club. De Man speelde daarvoor tien jaar bij de club uit Brussel.
Talent Adnan Šećerović, geboren Bosniër, werd door Roda JC transfervrij aangenomen. Omdat Secerovic de minimumleeftijd van 18 jaar nog niet had bereikt, werd hij verhuurd aan zijn oude club, Slaven Živinice.
Op de open dag maakte Martin van Geel bekend Harrie Gommans te hebben vastgelegd. De Roermondenaar tekende een vierjarig contract bij Roda JC. Onbekend is hoeveel de transferprijs voor de aanvaller is. Naar verluidt bracht Roda JC een eerste bod van €200.000,- uit maar dit bod werd door Vitesse van de hand gewezen. Later bereikten de clubs toch een akkoord. De transfer werd voor de pers geheimgehouden. Op de open dag van Roda JC werd de transfer bekendgemaakt. Dezelfde dag maakte Gommans zijn debuut voor de Limburgers.

## Technische Staf
| Naam            | Functie                 | Nationaliteit |
| --------------- | ----------------------- | ------------- |
| Martin Koopman  | Hoofdtrainer            | Nederland     |
| Jos Smits       | Keeperstrainer          | Nederland     |
| Rutger Sanders  | Clubarts                | Nederland     |
| Hans Wiltenburg | Fysiotherapeut          | Nederland     |
| Norbert Keulen  | Verzorger               | Nederland     |
| Mark Luijpers   | Loop- en hersteltrainer | Nederland     |
| Ger Senden      | Teammanager             | Nederland     |

## Statistieken

### Doelpuntenmakers
| Speler                | Voorbereiding | KNVB beker | Eredivisie | Totaal |
| --------------------- | ------------- | ---------- | ---------- | ------ |
| Sekou Cissé           | 3             | 1          | 3          | 7*     |
| Jeanvion Yulu-Matondo | 4             | 2          | 1          | 7      |
| Andres Oper           | 3             | -          | 2          | 5      |
| Vjatsjaslaw Hleb      | 4             | -          | -          | 4      |
| Willem Janssen        | 2             | -          | 2          | 4      |
| Boldizsár Bodor       | -             | -          | 3          | 3      |
| Ruud Vormer           | 3             | -          | -          | 3      |
| Anouar Hadouir        | 2             | -          | 1          | 3      |
| Marcel de Jong        | 2             | 1          | -          | 3      |
| Edwin Linssen         | 2             | -          | -          | 2      |
| Wesley Schors         | 2             | -          | -          | 2      |
| Harrie Gommans        | 1             | 1          | -          | 2      |
| Marcel Meeuwis        | 1             | -          | -          | 1      |
| Pa-Modou Kah          | 1             | -          | -          | 1      |
| Paul Odekerken        | 1             | -          | -          | 1      |

- bijgewerkt op 16 november 2008 om 16:30

### Doelpunten en kaarten
|                  | Voorbereiding | KNVB beker | Eredivisie | Totaal |
| ---------------- | ------------- | ---------- | ---------- | ------ |
| Wedstrijden      | 12            | 2          | 11         | 25     |
| Gewonnen         | 6             | 2          | 2          | 10     |
| Gelijk           | 2             | 0          | 3          | 5      |
| Verloren         | 4             | 0          | 6          | 10     |
| Thuis            | 3             | 1          | 6          | 10     |
| Uit              | 9             | 1          | 5          | 15     |
| Gele Kaarten     | 12            | 2          | 19         | 33     |
| Rode Kaarten     | 0             | 0          | 0          | 0      |
| Doelpunten Voor  | 33            | 5          | 12         | 50     |
| Doelpunten Tegen | 14            | 2          | 21         | 37     |
| Doelsaldo        | +19           | +3         | −9         | +13    |

- bijgewerkt op 16 november 2008 om 16:38

## Wedstrijden

### Oefenwedstrijden
| Datum            | Thuis              | Uitslag | Uit            | Doelpuntenmakers Roda JC                                                                         |
| ---------------- | ------------------ | ------- | -------------- | ------------------------------------------------------------------------------------------------ |
| 5 juli 2008      | FC Kerkrade-West   | 0 - 8   | Roda JC        | Vjatsjaslaw Hleb (4x), Anouar Hadouir (2x), Marcel Meeuwis Ruud Vormer                           |
| 19 juli 2008     | UOW 02             | 1 - 10  | Roda JC        | Sekou Cissé (3x), Willem Janssen (2x), Edwin Linssen (2x) Pa-Modou Kah, Andres Oper, Ruud Vormer |
| 23 juli 2008     | RSC Anderlecht     | 2 - 1   | Roda JC        | Andres Oper                                                                                      |
| 26 juli 2008     | TOP Oss            | 0 - 1   | Roda JC        | Jeanvion Yulu-Matondo                                                                            |
| 2 augustus 2008  | Roda JC            | 2 - 3   | KVK Tienen     | Jeanvion Yulu-Matondo (2x)                                                                       |
| 5 augustus 2008  | KVSK United        | 1 - 1   | Roda JC        | Ruud Vormer                                                                                      |
| 9 augustus 2008  | Germinal Beerschot | 0 - 1   | Roda JC        | Jeanvion Yulu-Matondo                                                                            |
| 14 augustus 2008 | Bekkerveld         | 0 - 4   | Roda JC        | Paul Odekerken, Marcel de Jong, Wesley Schors Andres Oper                                        |
| 17 augustus 2008 | Roda JC            | 1 - 2   | UD Almería     | Andres Oper                                                                                      |
| 19 augustus 2008 | LHC                | 1 - 3   | Roda JC        | Marcel de Jong, Harrie Gommans, Wesley Schors                                                    |
| 23 augustus 2008 | Deportivo Tenerife | 3 - 0   | Roda JC        |                                                                                                  |
| 5 september 2008 | Roda JC            | 2 - 2   | RSC Anderlecht | Harrie Gommans, Marcel Meeuwis                                                                   |

### Bekerwedstrijden
| Datum             | Thuis   | Uitslag | Uit         | Doelpuntenmakers Roda JC                                   |
| ----------------- | ------- | ------- | ----------- | ---------------------------------------------------------- |
| 24 september 2008 | Capelle | 2 - 4   | Roda JC     | Harrie Gommans, Jeanvion Yulu-Matondo (2x), Marcel de Jong |
| 11 november 2008  | Roda JC | 1 - 0   | Willem II   | Sekou Cissé                                                |
| 21 januari 2009   | Roda JC | 2 - 0   | FC Lienden  | Marcel de Jong, Andres Oper                                |
| 5 maart 2009      | Roda JC | 2 - 3   | FC Volendam | Jeanvion Yulu-Matondo, Davy de Fauw                        |

### Eredivisie
| Datum             | Thuis         | Uitslag | Uit           | Doelpuntenmakers Roda JC                              |
| ----------------- | ------------- | ------- | ------------- | ----------------------------------------------------- |
| 30 augustus 2008  | Roda JC       | 1 - 1   | FC Twente     | Andres Oper                                           |
| 14 september 2008 | Ajax          | 1 - 0   | Roda JC       |                                                       |
| 21 september 2008 | Roda JC       | 0 - 3   | NAC           |                                                       |
| 28 september 2008 | Sparta        | 2 - 2   | Roda JC       | Boldizsár Bodor, Sekou Cissé                          |
| 4 oktober 2008    | Heracles      | 2 - 0   | Roda JC       |                                                       |
| 18 oktober 2008   | Roda JC       | 2 - 2   | SC Heerenveen | Sekou Cissé, Boldizsár Bodor                          |
| 25 oktober 2008   | PSV           | 2 - 3   | Roda JC       | Anouar Hadouir, Andres Oper, Boldizsár Bodor          |
| 28 oktober 2008   | Roda JC       | 0 - 2   | AZ            |                                                       |
| 2 november 2008   | Roda JC       | 0 - 4   | Feyenoord     |                                                       |
| 8 november 2008   | Willem II     | 2 - 1   | Roda JC       | Jeanvion Yulu-Matondo                                 |
| 15 november 2008  | Roda JC       | 3 - 0   | N.E.C.        | Sekou Cissé, Willem Janssen (2x)                      |
| 21 november 2008  | FC Volendam   | 3 - 1   | Roda JC       | Andres Oper                                           |
| 29 november 2008  | De Graafschap | 1 - 1   | Roda JC       | Anouar Hadouir                                        |
| 6 december 2008   | Roda JC       | 3 - 0   | Vitesse       | Jeanvion Yulu-Matondo, Willem Janssen, Anouar Hadouir |
| 13 december 2008  | ADO Den Haag  | 1 - 1   | Roda JC       | Marcel Meeuwis                                        |
| 20 december 2008  | Roda JC       | 2 - 5   | FC Groningen  | Andreas Granqvist (ed), Jeanvion Yulu-Matondo         |
| 28 december 2008  | FC Utrecht    | 3 - 1   | Roda JC       | Marcel Meeuwis                                        |
| 18 januari 2009   | Roda JC       | 1 - 1   | PSV           | Willem Janssen                                        |
| 24 januari 2009   | SC Heerenveen | 2 - 0   | Roda JC       |                                                       |
| 18 januari 2009   | Roda JC       | 3 - 1   | Heracles      | Eric Addo, Andres Oper, Sekou Cissé                   |
| 4 februari 2009   | AZ            | 1 - 0   | Roda JC       |                                                       |
| 7 februari 2009   | Roda JC       | 0 - 1   | Sparta        |                                                       |
| 14 februari 2009  | NAC           | 1 - 0   | Roda JC       |                                                       |
| 20 februari 2009  | Vitesse       | 3 - 0   | Roda JC       |                                                       |
| 28 februari 2009  | Roda JC       | 3 - 1   | De Graafschap | Kris De Wree, Andres Oper, Marcel de Jong             |
| 8 maart 2009      | Roda JC       | 0 - 0   | FC Utrecht    |                                                       |
| 13 maart 2009     | FC Groningen  | 2 - 0   | Roda JC       |                                                       |
| 22 maart 2009     | Roda JC       | 2 - 0   | ADO Den Haag  | Andres Oper, Sekou Cissé                              |
| 5 april 2009      | Roda JC       | 1 - 2   | Ajax          | Sekou Cissé                                           |
| 11 april 2009     | FC Twente     | 4 - 2   | Roda JC       | Laurent Delorge, Sekou Cissé                          |
| 18 april 2009     | N.E.C.        | 1 - 1   | Roda JC       | Sekou Cissé                                           |
| 25 april 2009     | Roda JC       | 1 - 1   | FC Volendam   | Boldizsár Bodor                                       |
| 3 mei 2009        | Roda JC       | 0 - 1   | Willem II     |                                                       |
| 10 mei 2009       | Feyenoord     | 2 - 3   | Roda JC       | Sekou Cissé, Marcel Meeuwis                           |

### Play offs
| Datum       | Thuis        | Uitslag | Uit              | Doelpuntenmakers Roda JC        |
| ----------- | ------------ | ------- | ---------------- | ------------------------------- |
| 19 mei 2009 | FC Dordrecht | 1 - 1   | Roda JC          | Pa-Modou Kah                    |
| 22 mei 2009 | Roda JC      | 1 - 0   | FC Dordrecht     | Jeanvion Yulu-Matondo           |
| 28 mei 2009 | SC Cambuur   | 0 - 0   | Roda JC          |                                 |
| 31 mei 2009 | Roda JC      | 1 - 1   | SC Cambuur       | Sekou Cissé                     |
| 3 juni 2009 | SC Cambuur   | 2 - 2   | Roda JC (w.n.s.) | Boldizsár Bodor, Anouar Hadouir |

## Clubgegevens Roda JC in het seizoen 2008/09

### Sponsors Roda JC
Hoofdsponsor:
- Aevitae

Business Partners:
- Diadora (eveneens shirtsponsor)
- Tele2
- Hendriks Mode

### Stadion Roda JC
Wedstrijdveld:
- Parkstad Limburg Stadion

Trainingsveld:
- Kaalheide